# Fortezza Augusta
La fortezza Augusta era una fortificazione usata come centro del potere che si trovava a Lucca all'interno delle mura urbane nella zona dove attualmente sorge il Palazzo Ducale e piazza Napoleone.

## Storia
Castruccio Castracani degli Antelminelli, Signore di Lucca eletto nel 1320, all'inizio del suo mandato nel 1322 commissionò, pare a Giotto, la progettazione di una nuova fortezza all'interno delle  mura di Lucca. Essa fu costruita non lontano dal vecchio centro di potere identificato nella chiesa di San Michele in Foro.
L'opera si sviluppò con grande velocità e le dimensioni furono molto elevate, fino ad un quinto dell'intera dimensione della città di allora. Per questo, pare che fossero state rase al suolo alcune abitazioni e torri nelle zone limitrofe per reperire velocemente materiali per la costruzione. Fu dall'interno di queste fortificazioni che Castruccio visse ed esercitò il potere. Qui Castruccio si spense il 3 settembre 1328.
Dalla morte di Castruccio Castracani si avvicendarono al potere diverse potenze straniere che esercitarono il loro dominio su Lucca sfruttando la solidità e la sicurezza della fortezza. Ad esempio nel 1333 alcuni discendenti di Castruccio misero sotto assedio la città arrivando alle porte della fortezza presieduta da Giovanni I di Boemia. La fortezza assediata però non cadde e così la più grande opera del padre impedì ai figli di salire al potere.
Il potere straniero su Lucca durò sino al 1369, anno in cui la città tornò alla libertà. Così il 3 aprile 1370 la Fortezza, ormai divenuta simbolo della tirannide straniera, subì l'ordine di demolizione da parte del Consiglio degli anziani di Lucca. I lucchesi si riunirono nel cortile del palazzo il 1º agosto 1370 per prestare giuramento di fedeltà e approvazione al nuovo ordinamento costituzionale riappropriandosi delle istituzioni.
L'opera della fortezza Augusta, non completamente demolita fu poi ripresa da Paolo Guinigi, nuovo signore di Lucca nel 1400. Egli nel 1401 fortificò nuovamente una parte della zona ristabilendo l'antica funzionalità di difesa e centro del potere. La nuova fortezza si chiamò la  Cittadella. Anche la Cittadella però non fu risparmiata quando Paolo Guinigi cadde nel 1429 e fu di nuovo parzialmente distrutta.
In seguito alla signoria di Paolo Guinigi, la Cittadella (ex fortezza Augusta) è stata usata come palazzo pubblico. Dopo essere stata sede della duchessa di Lucca Elisa Baciocchi, fu utilizzata dal governo statale fino all'unità d'Italia, passando poi alla provincia di Lucca. Oggi è comunemente chiamata Palazzo Ducale.

## Descrizione
Difesa da bastioni con 29 torri e quattro porte d'accesso, con un lato attaccato alle mura cittadine, la fortezza aveva un perimetro coincidente con le attuali via Vittorio Veneto, via Vittorio Emanuele e con parte delle mura medievali, inglobando anche piazza del Giglio. Al suo interno si trovavano i palazzi del potere, tra i quali il palazzo principale con porticato, la residenza del signore, alcune cappelline private, un pozzo e alcune residenze private.